# Fanta Diagouraga
Fanta Diagouraga (* 30. Juni 2000 in Trappes) ist eine französisch-kongolesische Handballspielerin, die für die Nationalmannschaft der Republik Kongo aufläuft.

## Karriere

### Im Verein
Diagouraga begann das Handballspielen im Alter von acht Jahren. Anfangs spielte sie in Schulmannschaften und schloss sich später dem Verein AS St-Cyr-l'ecole/Fontenay HB78 an. Anschließend lief die Rückraumspielerin bis zum Saisonende 2017/18 für die zweite Mannschaft von Paris 92 auf, mit der sie in der dritthöchsten französischen Spielklasse antrat. Ihre nächste Station war Jeanne d'Arc Dijon Handball, bei dem sie in ihrer ersten Saison vorrangig für die zweite Mannschaft in der dritthöchsten Spielklasse auflief und sporadisch in der Erstligamannschaft auflief. In ihrem zweiten Jahr in Dijon gehörte sie fest dem Erstligakader an.
Diagouraga gehörte ab dem Jahr 2020 dem Kader des Zweitligisten Noisy-le-Grand handball an. Als Diagouraga in der Saison 2021/22 zu den besten Torschützinnen der zweithöchsten Spielklasse gehört hatte, nahm sie der Erstligist Handball Club Celles-sur-Belle unter Vertrag. Nachdem der Handball Club Celles-sur-Belle am Saisonende 2022/23 aus finanziellen Gründen abgestiegen war, verließ sie den Verein. Nachdem Diagouraga daraufhin für den rumänischen Zweitligisten CSM Deva aufgelaufen war, schloss sie sich im Sommer 2024 dem rumänischen Erstligisten CS Măgura Cisnădie an.

### In Auswahlmannschaften
Diagouraga nahm mit der Nationalmannschaft der Republik Kongo an der Weltmeisterschaft 2021 teil und schloss das Turnier auf Platz 23 ab. Diagouraga erzielte im Turnierverlauf 19 Treffer. Im darauffolgenden Jahr gewann sie mit Kongo die Bronzemedaille bei der Afrikameisterschaft. Im Spiel um Platz drei warf sie fünf Tore gegen Senegal. Bei ihrer zweiten Teilnahme an einer Weltmeisterschaft im Jahr 2023, bei der sie 38 Tore warf, beendete Kongo das Turnier auf Rang 26. Bei der Afrikameisterschaft 2024 wurde sie in das All-Star-Team berufen.